# Système éducatif au Chili

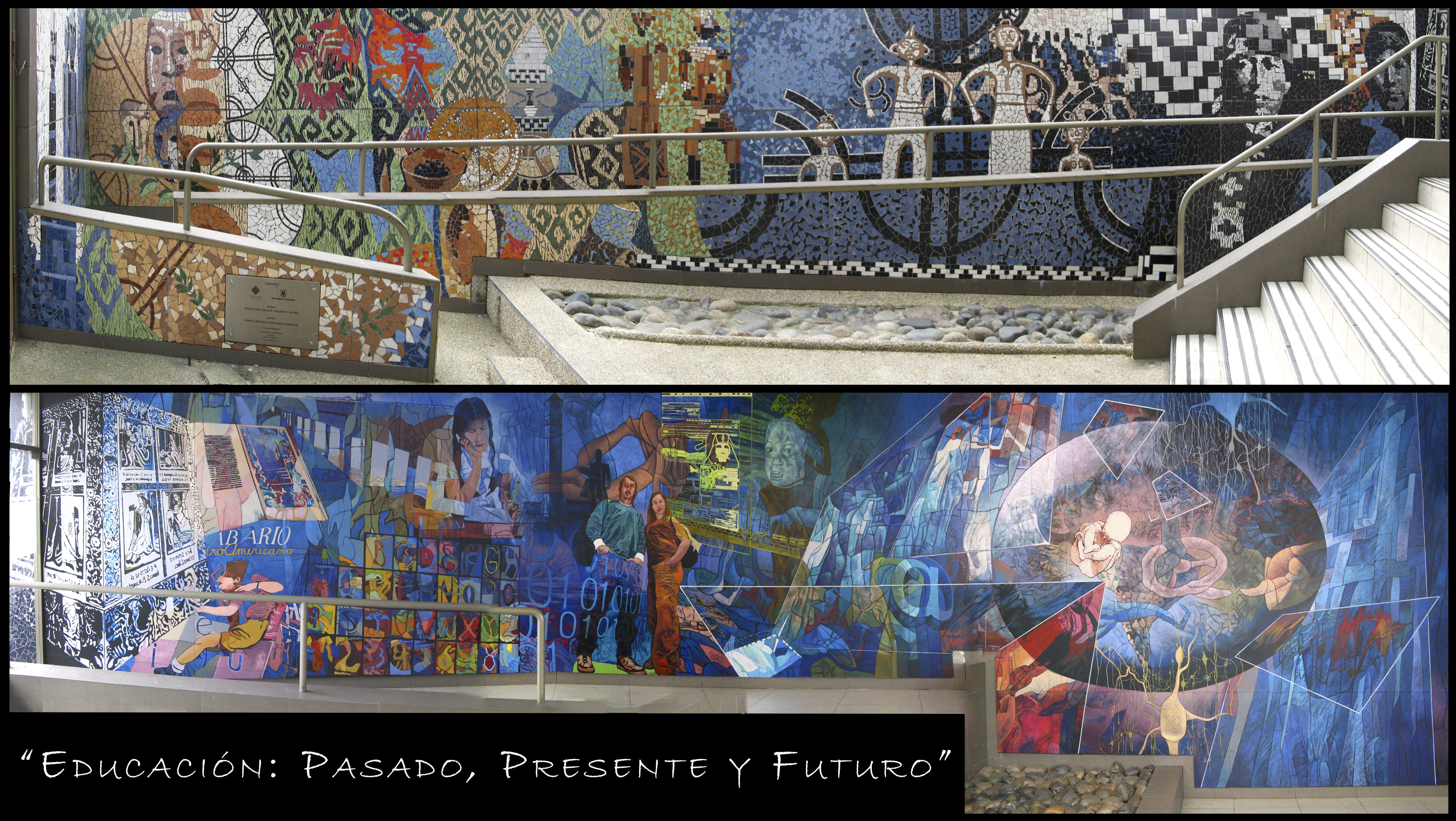
Educación: pasado, presente y futuro fresque de Marco Hernández de 2009 au Secrétariat général ministériel de l'éducation.

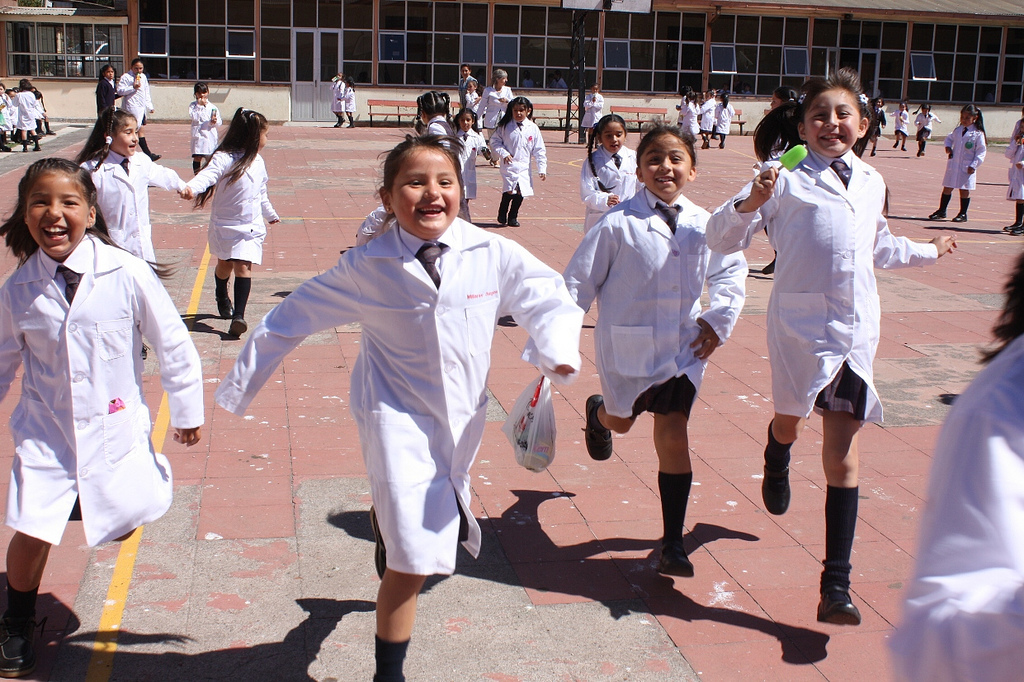
Écolières chiliennes en 2011.

Le système éducatif au Chili fait la distinction entre les niveaux pré-scolaire, primaire, secondaire et supérieur. Au Chili, l'éducation est régie par la loi constitutionnelle d'enseignement (Ley Orgánica Constitucional d’Enseñanza). Le droit à l'éducation et à la liberté de l'enseignement sont inscrits dans la Constitution de 1980. Aujourd’hui, l’école est obligatoire de 7 à 16 ans (depuis 2002), cependant, à la campagne, beaucoup ne vont à l’école que quatre ou cinq ans.[réf. nécessaire]

## Histoire

### Ère coloniale
Pendant la colonisation espagnole, l'éducation au Chili était principalement le fait de l'Église catholique, notamment les jésuites et les dominicains.

### Après l'indépendance
La création de la Bibliothèque nationale du Chili ou de l'Université du Chili suivent l'indépendance du pays. Les femmes sont autorisées à étudier à l'université à partir de 1877. En 1920, un minimum de 4 ans d'études devient obligatoire. En 1929, ce minimum passe à 6 ans, en 1965 à 8 ans, typiquement aux enfants de 6 à 13 ans.

### Réformes de Pinochet
Le système éducatif chilien résulte en grande partie de l'arrivée de Augusto Pinochet au pouvoir. La Junte commence par éliminer le personnel enseignant communiste, socialiste ou militant du MIR. Les enseignants perdent leur statut de fonctionnaire pour intérimaire, ce qui permet de les renvoyer plus facilement.
À partir de 1981, les universités sont payantes. La Ley Orgánica Constitucional de Enseñanza (loi organique constitutionnelle  sur l'enseignement) est promulguée le 7 mars 1990, quelques jours avant la chute de la Junte. Elle définit les niveaux scolaires minimaux à atteindre pour chaque année d'éducation, les normes permettant d'assurer le respect de ce niveau et les conditions pour la reconnaissance des établissements d'enseignement.

### Réformes de Michelle Bachelet
Le gouvernement de Michelle Bachelet introduit la gratuité des universités pour les étudiants les plus pauvres. La Ley General de Educación (loi générale sur l'éducation) est promulguée le 17 août 2009 et publiée le 12 septembre 2009. Parmi les apports, on note la reconnaissance de la culture et des peuples indigènes, des limitations sur la sélection des élèves en fonction de leur revenu, et une augmentation des exigences pour l'approbation des établissements d'enseignement par l'État.

## Niveaux primaire et secondaire
Les niveaux primaire et secondaire se distinguent par les notions suivantes :
- un cycle de base de huit ans dit « éducation générale de base » (Educación General Básica), et
- le secondaire (Enseñanza Media), divisée en enseignement scientifique-humaniste (Enseñanza Media Científico-Humanista) ou technico-professionnel (Técnico-Profesional), d'une durée de 4 ans. Depuis 2006, une filière artistique est également proposée.

Les lycées technico-professionnels donnent le statut de technicien de niveau intermédiaire, et préparent à un emploi dans les domaines :
- Lycée agricole : professions agricole.
- Lycée commercial : administration, comptabilité, secrétariat.
- Lycée industriel : électricité, mécanique, informatique, etc.
- Lycée technique : habillement, cuisine, infirmerie, etc.
- Lycée polyvalent : regroupe les enseignements de deux ou plus des lycées technico-professionnels précédents.

Jadis, l'obligation scolaire concernait seulement le cycle de base de 8 ans. Mais, depuis le 7 mai 2003, une réforme constitutionnelle, effectuée sous le gouvernement du président Ricardo Lagos, a établi l'éducation secondaire gratuite et obligatoire à tous les Chiliens jusqu'à dix-huit ans, laissant à l'État la responsabilité de garantir l'accès à celle-ci. Cette mesure garantit douze années d'obligation scolaire, sans précédent en Amérique latine.[réf. nécessaire]
Il existe principalement deux types d'établissement primaire et secondaire : les écoles publiques sont gérées par les communes, les écoles privées reçoivent des fonds du gouvernement sur la base d'un chèque scolaire. Il existe une exception, l'école de Villa Las Estrellas, base militaire en Antarctique, étant administrée directement par le Ministère de l'éducation

## Éducation supérieure
L'éducation supérieure se distingue par trois types d'établissements, créés par la réforme de l'éducation supérieure en 1981 :
- Les centres techniques de formation (Centro de Formación Técnica), d'une durée de deux ans, qui procure le titre de technicien de niveau supérieur ;
- Les instituts professionnels (Institutos Profesionales), où l'on obtient le titre de technicien supérieur et des titres professionnels dans les domaines qui ne requièrent pas le titre de licencié ;
- Les universités (Universidades) qui peuvent aboutir à tous domaines professionnels et grades académiques de licencié, master et de doctorat.
- Les institutions d'enseignement supérieur des Forces Armées de la Marine et de l'Ordre (Instituciones d’educación superior de las Fuerza Armadas y d’Orden), cette dernière récemment créée, peut aboutir à des titres et grades académiques.

Il existe la possibilité d'entrer dans des universités privées ou publiques qui ont le soutien de l'État, 25 des institutions se sont regroupées dans le Conseil des Recteurs des Universités chiliennes (Consejo de Rectores de las Universidades Chilenas) et inclut les principales institutions de l'éducation supérieure du pays. Leur revenu provient d'un système de sélection au niveau national réalisé au moyen de l'Épreuve de Sélection Universitaire (Prueba de Selección Universitaria ou PSU), ou dans les universités privées, d'autofinancement en suivant les critères du marché.
L'éducation au Chili, se trouve en plein processus de réformes, depuis la transition démocratique initiée en 1990. Un mouvement étudiant important a eu lieu en 2006. L'actuel ministre de l'Éducation est Joaquín Lavín.
Le système actuel est hérité de la dictature et représente un investissement majeur pour les étudiants et leurs parents : 7 000 dollars par année universitaire.